# Kersaint-Plabennec

Kersaint-Plabennec este o comună în departamentul Finistère, Franța. În 1 ianuarie 2022 avea o populație de 1.537 de locuitori.